# Michael Bingham
Pour les articles homonymes, voir Bingham.
Michael Bingham, né le 13 avril 1986 à Sylva (Caroline du Nord), est un athlète américain naturalisé britannique en 2008, spécialiste du 400 mètres. Il est entraîné par l'ancien sprinteur américain Michael Johnson.

## Biographie
Natif de Caroline du Nord, Michael Bingham pratique le décathlon au sein de l'Université de Wake Forest. C'est dans cette discipline qu'il remporte ses premiers succès internationaux, se classant troisième des championnats panaméricains juniors de 2005 et remportant la même année les championnats américains juniors. En avril 2008, il obtient la nationalité britannique, son père vivant à Londres. Sélectionné dans l'équipe de Grande-Bretagne pour les Jeux olympiques de Pékin, il se classe quatrième de la finale du relais 4 × 400 mètres.
Le 23 août 2009, Michael Bingham remporte la médaille d'argent des Championnats du monde de Berlin aux côtés de Conrad Williams, Robert Tobin et Martyn Rooney, terminant avec le temps de 3 min 00 s 53 derrière les États-Unis. Engagé également en individuel, le britannique se classe septième de la finale du 400 m en 45 s 56, deux jours après avoir établi en 44 s 74 le meilleur temps de sa carrière.
En 2010, Michael Bingham décroche la médaille d'argent du 400 mètres des Championnats d'Europe de Barcelone dans le temps de 45 s 23, s'inclinant face au Belge Kévin Borlée.

## Dopage
À la suite du scandale de dopage concernant la Russie, 454 échantillons des Jeux olympiques de Pékin en 2008 ont été retestés en 2016 et 31 se sont avérés positifs dont Denis Alekseyev, médaillé de bronze du relais 4 × 400 m. Par conséquent, Bingham et ses coéquipiers pourraient se voir attribuer la médaille de bronze de ces Jeux si l'échantillon B (qui sera analysé en juin) se révèle également positif.

## Palmarès
| Date | Compétition                       | Lieu      | Résultat | Discipline |
| ---- | --------------------------------- | --------- | -------- | ---------- |
| 2008 | Jeux olympiques                   | Pékin     | 4e       | 4 × 400 m  |
| 2009 | Championnats du monde             | Berlin    | 7e       | 400 m      |
| 2009 | Championnats du monde             | Berlin    | 2e       | 4 × 400 m  |
| 2010 | Championnat d'Europe              | Barcelone | 2e       | 400 m      |
| 2010 | Coupe continentale                | Split     | 3e       | 400 m      |
| 2010 | Coupe continentale                | Split     | 2e       | 4 × 400 m  |
| 2012 | Championnats du monde en salle    | Istanbul  | 2e       | 4 × 400 m  |
| 2013 | Championnats d'Europe en salle    | Göteborg  | 1er      | 4 × 400 m  |
| 2013 | Championnats d'Europe par équipes | Gateshead | 1er      | 4 × 400 m  |
| 2014 | Championnats du monde en salle    | Sopot     | 2e       | 4 × 400 m  |
| 2014 | Relais mondiaux de l'IAAF         | Nassau    | 4e       | 4 × 400 m  |
| 2014 | Jeux du Commonwealth              | Glasgow   | 1er      | 4 × 400 m  |
| 2014 | Championnats d'Europe             | Zurich    | 1er      | 4 × 400 m  |